# سرديان سيموفيتش
سرديان سيموفيتش هو لاعب كرة قدم صربي في مركز الدفاع، ولد في 17 يوليو 1985 في تشاتشاك في صربيا. لعب مع FK Jedinstvo Ub ‏.

## وصلات خارجية
- سرديان سيموفيتش على موقع قاعدة بيانات كرة القدم.إي يو (الإنجليزية)
- سرديان سيموفيتش على موقع Soccerway.com (الإنجليزية)